# Patrick Dybiona
Patrick Stefan Bernard Dybiona (* 12. September 1963 in Brunssum) ist ein ehemaliger niederländischer Schwimmer. Er gewann eine Bronzemedaille bei Europameisterschaften.

## Sportliche Karriere
Patrick Dybiona schwamm für den Amersfoortse Zwem en Polo Club.
1985 bei den Europameisterschaften in Sofia erkämpfte die 4-mal-200-Meter-Freistilstaffel mit Edsard Schlingemann, Hans Kroes, Patrick Dybiona und Frank Drost die Bronzemedaille hinter den Staffeln aus der Bundesrepublik Deutschland und aus Schweden. Zum Abschluss der Wettbewerbe belegte Dybiona noch den sechsten Platz mit der 4-mal-100-Meter-Lagenstaffel.
1986 bei den Weltmeisterschaften in Barcelona erreichte Dybioba mit allen drei Staffeln den Endlauf. Hans Kroes, Edsard Schlingemann, Patrick Dybiona und Frank Drost belegten den siebten Platz in der 4-mal-200-Meter-Freistilstaffel. In der 4-mal-100-Meter-Lagenstaffel wurden Edsard Schlingemann, Ron Dekker, Frank Drost und Patrick Dybiona ebenfalls Siebte. Die 4-mal-100-Meter-Freistilstaffel mit Hans Kroes, Erik Ran, Frank Drost und Patrick Dybiona wurde schließlich Achte. 1987 war Patrick Dybiona bei der Universiade in Zagreb dabei. Über 100 Meter Freistil siegte der Brite Andy Jameson vor Patrick Dybiona und Hans Kroes. Zwei weitere Silbermedaillen erkämpfte Dybiona mit den beiden Freistilstaffeln jeweils mit etwa einer halben Sekunde Rückstand auf das Quartett aus den Vereinigten Staaten.
Zum Abschluss seiner Karriere startete Patrick Dybiona bei den Olympischen Spielen in Seoul. Die 4-mal-100-Meter-Lagenstaffel mit Hans Kroes, Ron Dekker, Frank Drost und Patrick Dybiona erreichte das Finale und belegte den siebten Platz. Bei seinen anderen drei Starts schied er jeweils im Vorlauf aus.